# Khewang
Khewang (nepalski: खेवाङ) – gaun wikas samiti we wschodniej części Nepalu w strefie Meći w dystrykcie Taplejung. Według nepalskiego spisu powszechnego z 2001 roku liczył on 538 gospodarstw domowych i 3039 mieszkańców (1527 kobiet i 1512 mężczyzn).